# 立花誾千代

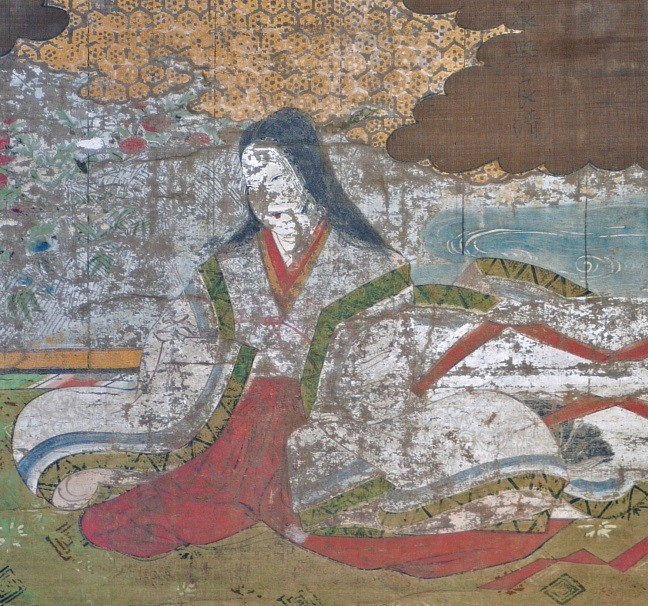
立花誾千代畫像

立花誾千代（1569年9月23日（永禄12年8月13日）—1602年11月30日（慶長7年10月17日）），日本戰國時代的女性。其名有吟千代、銀千代、勝千代等，另有宮永樣、腹赤樣之稱。法名「光照院殿泉誉良清大姉」，神號「瑞玉靈神」。

## 生平

### 出生
誾千代是大友氏重臣戶次鑑連的次女，母親是仁志姬（西姬、寶樹院）。誕生於筑後國山本郡的問本城，不久便跟隨父親搬到筑後赤司城。
其名「誾」含有謹慎地聽聞他人說話之意，是請來肥前國的高僧・增吟為其命名，也因此有一說其正式的名字應當是「吟」千代。
道雪讓當初仲介仁志姬與自己結婚的城戶知正以及家臣十時連貞擔任誾千代的傅役。

### 戰國女城主
在誾千代出生前年的永祿11年（1568年），原立花山城城主立花鑑載反叛大友氏，其後遭殲滅。元龜2年（1571年），其父戶次鑑連受其主君大友宗麟之命令形式上繼承立花氏，成為立花山城城主，後世稱為立花道雪。天正三年（1575年），不到七歲的誾千代便受到道雪讓位而成為家督；這是基於道雪的意願而成為女性當主的特例，也是戰國時代少見的例子。
然而道雪本身還是希望由男子繼承立花家，因此曾經有讓長女政千代嫁給同為大友家臣的筑前與力眾代表人物薦野增時來繼承的做法，但是被增時以自己不是大友、立花一族血親為由拒絕，而政千代也於12歲之齡夭折。
天正6年（1578年），大友家與島津家爆發耳川之戰。大友家敗後，原本臣服於大友家的北九州筑前一地的國人眾開始陸續發起反抗活動，立花道雪與高橋紹運為此出城迎戰，當時在城中的誾千代也沒閒著，招集城中婦女少女等，組織女鐵炮隊守衛。

### 迎來夫婿
之後道雪自薦野增時處聽聞到同是大友家臣的寶滿・岩屋城主高橋紹運生有一子與誾千代年齡相近，名為千熊丸；道雪邀了千熊丸到自城立花山城遊玩，並觀察他的一舉一動，認為將來必成大器。不久千熊丸元服，取名高橋彌七郎統虎，即日後的立花宗茂。其初次作戰的出色表現更讓道雪下定決心向高橋紹運請求，希望讓統虎成為養子繼承立花家；起初紹運不答應，但在道雪不斷的說服之下總算是得到了同意。
天正9年（1581年）8月18日誾千代正式與統虎結婚。天正13年（1585年）9月11日道雪於筑後遠征中病死，此時統虎與誾千代兩人繼承立花家。翌年島津大軍攻略立花山城時，誾千代也領軍備戰守城。

### 筑後柳川時期
九州經歷了豐臣秀吉的征伐後，其夫婿立花宗茂因功被封為筑後柳川大名。傳聞此時誾千代因為要離開從小居住的立花山城，移居到父親長年征戰不下的柳川城，且父親和祖母（養孝院）皆葬在立花山城，因此對離城一事曾表達了強烈的不滿，離去前在立花城境內的「梅岳寺」悼念父親，離城也比宗茂晚了三日。
豐臣秀吉所發起的文祿慶長之役的幾年間，因宗茂出兵朝鮮，她便在領地柳川組成女子巡邏隊，嚴加防止火災、小偷等，且每夜在街道、屋敷等地來回巡邏。
而此時秀吉身在肥前名護屋城，招集了各大名的妻子伺候，誾千代也受命參加，她也知道秀吉是好色出了名，便和侍女拿著大薙刀，且腰間繫了脇差去參見，當秀吉看到了美艷的誾千代和侍女拿著武器參見時，便褒獎她：「立花家的妻子就算平時也如此有警戒心，真是位女丈夫！」
之後她移居到柳川城南方的宮永村，一說其原因可能是宗茂在朝鮮回國後（約1595年－1596年）在豐臣秀吉和細川忠興引薦下，迎娶矢島秀行之女矢島八千子為妾室，誾千代自知沒能誕下子嗣而選擇離開主城。

### 關原之戰時期
關原合戰之際，她因世仇島津家加入石田三成的西軍，且自身預測東軍勝機較大為由，勸宗茂加入東軍，但宗茂為了貫徹對秀吉的恩義毅然加入西軍。宗茂回國時，她命令家臣數十人前往豐後鶴崎迎接。不久後，鍋島直茂、加藤清正和黑田孝高的聯軍先後攻打柳河城，宗茂命令由家老小野鎮幸等人在柳河北方國界佈陣，並於江上八院一帶抵擋鍋島軍。
此時誾千代為了捍衛領地，穿著紫系威鎧甲、手拿大薙刀、腰繫小脇差，率領穿著唐紅具足的女鐵砲隊200餘人由宮永村往西南邊海岸進軍，並人人佩帶由其父親道雪所發明的「早合」，在海邊渡船口以鐵砲集體速射嚇阻了鍋島水軍的軍勢。因道雪發明的「早合」能使鐵砲射速比一般鐵砲快三倍，誾千代也自幼便學習佈兵陣型，使得鍋島水軍無法上岸。
誾千代的速射女鐵砲隊早先便以「立花早擊女」聞名，誾千代亦被人稱「花中的立花」。
之後她又率200女兵前往江之浦街道攔截加藤軍，使得加藤清正繞路往瀨高街道進軍，成功拖延時間。

### 逝世
立花家改易後，宗茂與誾千代受到加藤清正保護，讓宗茂住在玉名郡的高瀨一地，誾千代與生母寶樹院則一同住在腹赤村。
宗茂流浪到江戶期間，誾千代日日祈禱信奉的稻荷神祇，希望能讓宗茂早日回復大名身分，而這段期間雖有立花家老臣米多比鎮久扶養照顧卻不幸染上重病，最後在慶長7年10月17日（1602年11月30日）病死，享年34歲，法名「光照院殿泉譽良清大姊」。
當時的人們稱誾千代為「宮永 / 腹赤夫人」，後世則讚揚稱呼她「西國的女丈夫」、「筑前的白梅」、「白慈的觀音」。
誾千代的菩提寺在柳川的良清寺，是立花宗茂終於成功回復舊領柳川大名身分後，讓瀨高上莊來迎寺的僧侶所開。後來在熊本縣玉名郡長洲町有相傳是誾千代的供養塔，由其形狀而得到「牡丹餅樣」的稱呼。另外在誾千代幼年生活於筑後問本城、赤司城之間頗有因緣的善導寺中也與其母寶樹院有墓石存在。
天明年間和父親道雪、夫宗茂一起被後代祀奉在柳川境內的三柱神社，文政3年（1820年）6月8日受贈神號為「瑞玉靈神」。
天保8年（1837年）則由真言宗當山派御門主（醍醐寺三寶院）致贈御璽以及「照柳大明神」的神號。

## 人物
誾千代在柳川被稱作是生來有如本吉山的清水觀音般的女性，世人亦知其權威。
依據舊記所載：誾千代不僅天資婉麗並熟達文武諸藝，且聰穎暁悟富慈愛之心，見識英邁卓越，為人嚴毅，以法駕御諸豪。
天正14年島津大軍包圍立花山城時，以及慶長5年江上八院之戰時，穿著鎧甲提著薙刀，組織起女軍進行防禦。因其平時善養士卒，皆願為其赴湯蹈火犧牲在所不惜，如此才幹可說是不下女王卑彌呼。
誾千代可謂巾幗不讓鬚眉，當加藤清正進軍柳川時向響導問路之際，響導說：「在山門郡西宮永村住著道雪公的女兒誾千代，受其國人由衷的敬服。若取道江之浦進至宮永一地，必遭其指揮的強兵阻擾。」於是加藤閃避其兵鋒改道瀨高，連加藤清正這般猛將也對誾千代有所畏避。
又傳說朝鮮派兵文祿之役時，豐臣秀吉在名護屋，某日招見誾千代；當時其美貌才華可謂九州一眾諸侯夫人之中堪稱第一，且身持高論能說會辯，不愧為勇將道雪公之女。
日本國民皆視神功皇后為聖母尊崇有加，而柳川鄉民則視誾千代如筑後國母大為敬仰，亦可知其有理，真乃女傑之魁首。

誾千代幼年便生得美麗，擁有白皙的皮膚和明亮的大眼，因而被褒美為「筑前的白梅」，傳聞愛好美女的豐臣秀吉也被她的容顏所吸引。
同時具備如父親道雪一般的莊嚴，幼年即讓同年的男童望而怯步，並且随着逐年成長，擁有不凡的氣質，因此被褒稱為「白慈的觀音」。
一般認為其別居宮永村的行動顯示夫婦之間不合而離婚，而且沒有留下子嗣更加強了兩人感情不睦的說法。然而兩人之間的逸聞卻未必都是讓人感到其夫妻不合，且一次史料中並沒有能夠指明兩人不合的證據；另外宗茂與其他兩位妻室亦無生子，無法說明與誾千代無子就是夫妻不和。

## 遊戲
- 戰國無雙系列 &無雙OROCHI系列（光榮公司開發，進藤尚美配音）